# Championnat du monde de Formule 1 2002
Navigation
2001 2003

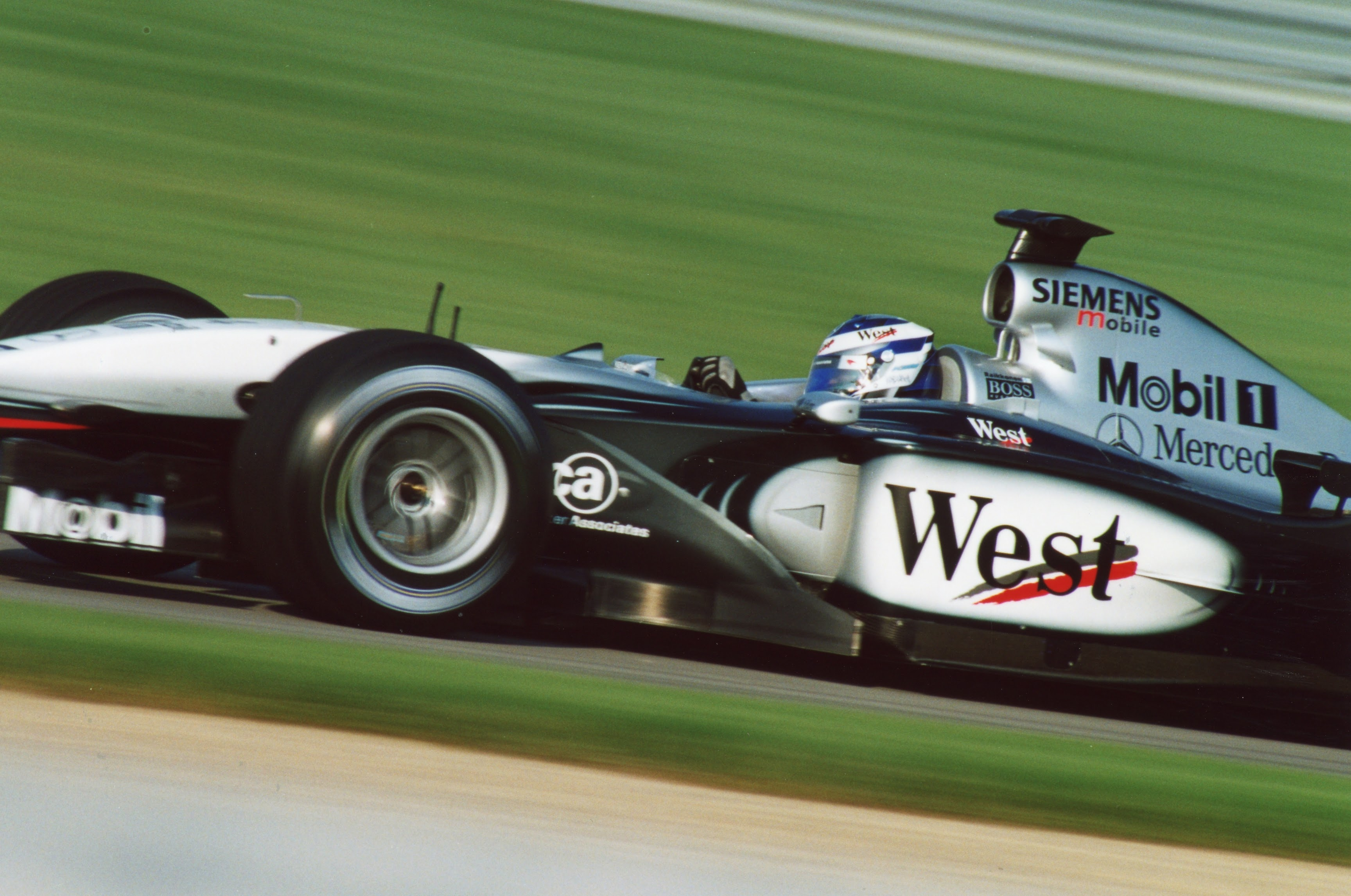
Kimi Räikkönen au Grand Prix d'Indianapolis en 2002.

Lors du Championnat du monde de Formule 1 2002 le duo Schumacher/Ferrari fait preuve d'une impressionnante domination : Michael Schumacher termine toutes les courses de la saison sur le podium.
De plus, au volant de ses F2001 puis F2002, celui que l'on surnomme désormais le « Baron Rouge » établit plusieurs autres nouveaux records sur une saison : il s'impose onze fois, est sacré dès la onzième course, le 21 juillet au Grand Prix de France et marque 144 points. Il porte par ailleurs le record de victoires à 64. 
Cette marche triomphale est cependant entachée lorsque son coéquipier Rubens Barrichello est contraint de lui céder la victoire dans le dernier tour du Grand Prix d'Autriche. 
Schumacher égale Juan Manuel Fangio en gagnant son cinquième titre mondial, le troisième consécutif et devient le premier champion du monde à finir toutes les courses sur le podium et sans connaitre le moindre abandon. Ferrari, qui remporte son douzième titre des constructeurs sous la houlette de Jean Todt et du directeur technique Ross Brawn, ne laisse qu'une victoire à Ralf Schumacher à Sepang, et une autre à David Coulthard à Monaco. Rubens Barrichello pour sa part, participe au triomphe de l'écurie de Maranello en obtenant quatre victoires et en montant dix fois sur le podium. 
Avec un record de 221 points, Ferrari en marque autant que toutes les autres écuries réunies.

## Repères

### Pilotes
Débuts en tant que pilote-titulaire de :
- Felipe Massa chez Sauber.
- Mark Webber chez Minardi.
- Takuma Satō chez Jordan.
- Anthony Davidson chez Minardi à partir du Grand Prix de Hongrie. Il rendra sa place à Alex Yoong lors du Grand Prix d'Italie.
- Allan McNish chez Toyota F1 Team

Transferts :
- Kimi Räikkönen quitte Sauber pour McLaren-Mercedes.
- Giancarlo Fisichella quitte Benetton pour Jordan.
- Heinz-Harald Frentzen quitte Prost pour Arrows
- Fernando Alonso quitte Minardi pour devenir le pilote de réserve de Renault.
- Jarno Trulli quitte Jordan pour Renault.

Retraits :
- Mika Häkkinen après 165 GP (Champion du monde en 1998 et 1999. 420 points, 20 victoires, 26 pole positions et 51 podiums entre 1991 et 2001).
- Jean Alesi après 201 GP (241 points, 1 victoire, 2 pole positions et 32 podiums entre 1989 et 2001). Il quitte Jordan pour devenir le pilote de réserve de McLaren-Mercedes.
- Luciano Burti après 15 GP (2000 et 2001). Il quitte Prost pour devenir pilote de réserve chez Ferrari.
- Tarso Marques après 24 GP (1996-1997 et 2001). Il devient pilote de réserve chez Minardi.

Transferts en cours de saison :
- Heinz-Harald Frentzen transféré d'Arrows à Sauber à partir du Grand Prix des États-Unis.

### Écuries
- Fournitures de moteurs Cosworth pour Arrows.
- Fournitures de moteurs Asiatech pour Minardi.
- Retrait de l'écurie Prost pour des raisons financières.
- Début de l'écurie Toyota.
- Benetton devient Renault.
- Arrows quitte définitivement la Formule 1 après le Grand Prix d'Allemagne.

## Règlement sportif: les nouveautés
- Plus de limitation des essais privés entre le premier et le dernier Grand Prix de la saison, ils sont par contre interdits le lundi suivant un Grand Prix sur un circuit où a eu lieu un Grand Prix.

## Règlement technique: les nouveautés
- Interdiction des systèmes électroniques permettant de déclencher le démarrage de la monoplace au signal du starter.
- Interdiction des systèmes d'assistance de direction.
- Structure d'absorption de choc arrière renforcée.
- Augmentation de 20 % de la taille des rétroviseurs.
- Augmentation de 50 % de la taille du feu arrière.
- Système de retenue des roues par deux câbles dont la résistance est augmentée de 20 % par rapport à 2001.

## Pilotes et monoplaces
| Écurie                     | Constructeur | Châssis     | Moteur       | Pneus | no | Pilotes               | Courses     | Pilotes d'essais et de réserve                                             |
| -------------------------- | ------------ | ----------- | ------------ | ----- | -- | --------------------- | ----------- | -------------------------------------------------------------------------- |
| Scuderia Ferrari Marlboro  | Ferrari      | F2001 F2002 | Ferrari V10  | B     | 1  | Michael Schumacher    | Toutes      | Luca Badoer Luciano Burti                                                  |
| Scuderia Ferrari Marlboro  | Ferrari      | F2001 F2002 | Ferrari V10  | B     | 2  | Rubens Barrichello    | Toutes      | Luca Badoer Luciano Burti                                                  |
| West McLaren Mercedes      | McLaren      | MP4-17      | Mercedes V10 | M     | 3  | David Coulthard       | Toutes      | Jean Alesi Alexander Wurz Darren Turner                                    |
| West McLaren Mercedes      | McLaren      | MP4-17      | Mercedes V10 | M     | 4  | Kimi Räikkönen        | Toutes      | Jean Alesi Alexander Wurz Darren Turner                                    |
| BMW Williams F1 Team       | Williams     | FW24        | BMW P82 V10  | M     | 5  | Ralf Schumacher       | Toutes      | Antônio Pizzonia Giorgio Pantano Marc Gené                                 |
| BMW Williams F1 Team       | Williams     | FW24        | BMW P82 V10  | M     | 6  | Juan Pablo Montoya    | Toutes      | Antônio Pizzonia Giorgio Pantano Marc Gené                                 |
| Sauber Petronas            | Sauber       | C21         | Petronas V10 | B     | 7  | Nick Heidfeld         | Toutes      | Neel Jani Jos Verstappen                                                   |
| Sauber Petronas            | Sauber       | C21         | Petronas V10 | B     | 8  | Felipe Massa          | 1-15, 17    | Neel Jani Jos Verstappen                                                   |
| Sauber Petronas            | Sauber       | C21         | Petronas V10 | B     | 8  | Heinz-Harald Frentzen | 16          | Neel Jani Jos Verstappen                                                   |
| DHL Jordan Honda           | Jordan       | EJ12        | Honda V10    | B     | 9  | Giancarlo Fisichella  | Toutes      | Ricardo Zonta                                                              |
| DHL Jordan Honda           | Jordan       | EJ12        | Honda V10    | B     | 10 | Takuma Satō           | Toutes      | Ricardo Zonta                                                              |
| Lucky Strike BAR Honda     | BAR          | 004         | Honda V10    | B     | 11 | Jacques Villeneuve    | Toutes      | Anthony Davidson Darren Manning Patrick Lemarié Ryō Fukuda                 |
| Lucky Strike BAR Honda     | BAR          | 004         | Honda V10    | B     | 12 | Olivier Panis         | Toutes      | Anthony Davidson Darren Manning Patrick Lemarié Ryō Fukuda                 |
| Mild Seven Renault F1 Team | Renault      | R202        | Renault V10  | M     | 14 | Jarno Trulli          | Toutes      | Fernando Alonso                                                            |
| Mild Seven Renault F1 Team | Renault      | R202        | Renault V10  | M     | 15 | Jenson Button         | Toutes      | Fernando Alonso                                                            |
| Jaguar Racing              | Jaguar       | R3          | Cosworth V10 | M     | 16 | Eddie Irvine          | Toutes      | André Lotterer James Courtney                                              |
| Jaguar Racing              | Jaguar       | R3          | Cosworth V10 | M     | 17 | Pedro de la Rosa      | Toutes      | André Lotterer James Courtney                                              |
| Orange Arrows              | Arrows       | A23         | Cosworth V10 | B     | 20 | Heinz-Harald Frentzen | 1-12        |                                                                            |
| Orange Arrows              | Arrows       | A23         | Cosworth V10 | B     | 21 | Enrique Bernoldi      | 1-12        |                                                                            |
| KL Minardi Asiatech        | Minardi      | PS02        | Asiatech V10 | M     | 22 | Alex Yoong            | 1-12, 15-17 | Tarso Marques Matteo Bobbi Sergei Zlobin Jirko Malchárek Christijan Albers |
| KL Minardi Asiatech        | Minardi      | PS02        | Asiatech V10 | M     | 22 | Anthony Davidson      | 13-14       | Tarso Marques Matteo Bobbi Sergei Zlobin Jirko Malchárek Christijan Albers |
| KL Minardi Asiatech        | Minardi      | PS02        | Asiatech V10 | M     | 23 | Mark Webber           | Toutes      | Tarso Marques Matteo Bobbi Sergei Zlobin Jirko Malchárek Christijan Albers |
| Panasonic Toyota Racing    | Toyota       | TF102       | Toyota V10   | M     | 24 | Mika Salo             | Toutes      | Ryan Briscoe Stéphane Sarrazin                                             |
| Panasonic Toyota Racing    | Toyota       | TF102       | Toyota V10   | M     | 25 | Allan McNish          | Toutes      | Ryan Briscoe Stéphane Sarrazin                                             |

## Grands Prix de la saison 2002
| no  | Date          | Grand Prix                    | Lieu              | Vainqueur          | Écurie           | Pole position      | Record du tour     | Résumé |
| --- | ------------- | ----------------------------- | ----------------- | ------------------ | ---------------- | ------------------ | ------------------ | ------ |
| 681 | 3 mars        | Grand Prix d'Australie        | Melbourne         | Michael Schumacher | Ferrari          | Rubens Barrichello | Kimi Räikkönen     | Résumé |
| 682 | 17 mars       | Grand Prix de Malaisie        | Sepang            | Ralf Schumacher    | Williams-BMW     | Michael Schumacher | Juan Pablo Montoya | Résumé |
| 683 | 31 mars       | Grand Prix du Brésil          | Interlagos        | Michael Schumacher | Ferrari          | Juan Pablo Montoya | Juan Pablo Montoya | Résumé |
| 684 | 14 avril      | Grand Prix de Saint-Marin     | Imola             | Michael Schumacher | Ferrari          | Michael Schumacher | Rubens Barrichello | Résumé |
| 685 | 28 avril      | Grand Prix d'Espagne          | Barcelone         | Michael Schumacher | Ferrari          | Michael Schumacher | Michael Schumacher | Résumé |
| 686 | 12 mai        | Grand Prix d'Autriche         | A1-Ring           | Michael Schumacher | Ferrari          | Rubens Barrichello | Michael Schumacher | Résumé |
| 687 | 26 mai        | Grand Prix de Monaco          | Monaco            | David Coulthard    | McLaren-Mercedes | Juan Pablo Montoya | Rubens Barrichello | Résumé |
| 688 | 9 juin        | Grand Prix du Canada          | Montréal          | Michael Schumacher | Ferrari          | Juan Pablo Montoya | Juan Pablo Montoya | Résumé |
| 689 | 23 juin       | Grand Prix d'Europe           | Nürburgring       | Rubens Barrichello | Ferrari          | Juan Pablo Montoya | Michael Schumacher | Résumé |
| 690 | 7 juillet     | Grand Prix de Grande-Bretagne | Silverstone       | Michael Schumacher | Ferrari          | Juan Pablo Montoya | Rubens Barrichello | Résumé |
| 691 | 21 juillet    | Grand Prix de France          | Magny-Cours       | Michael Schumacher | Ferrari          | Juan Pablo Montoya | David Coulthard    | Résumé |
| 692 | 28 juillet    | Grand Prix d'Allemagne        | Hockenheim        | Michael Schumacher | Ferrari          | Michael Schumacher | Michael Schumacher | Résumé |
| 693 | 18 août       | Grand Prix de Hongrie         | Budapest          | Rubens Barrichello | Ferrari          | Rubens Barrichello | Michael Schumacher | Résumé |
| 694 | 1er septembre | Grand Prix de Belgique        | Spa-Francorchamps | Michael Schumacher | Ferrari          | Michael Schumacher | Michael Schumacher | Résumé |
| 695 | 15 septembre  | Grand Prix d'Italie           | Monza             | Rubens Barrichello | Ferrari          | Juan Pablo Montoya | Rubens Barrichello | Résumé |
| 696 | 29 septembre  | Grand Prix des États-Unis     | Indianapolis      | Rubens Barrichello | Ferrari          | Michael Schumacher | Rubens Barrichello | Résumé |
| 697 | 13 octobre    | Grand Prix du Japon           | Suzuka            | Michael Schumacher | Ferrari          | Michael Schumacher | Michael Schumacher | Résumé |

## Classement des pilotes 2002

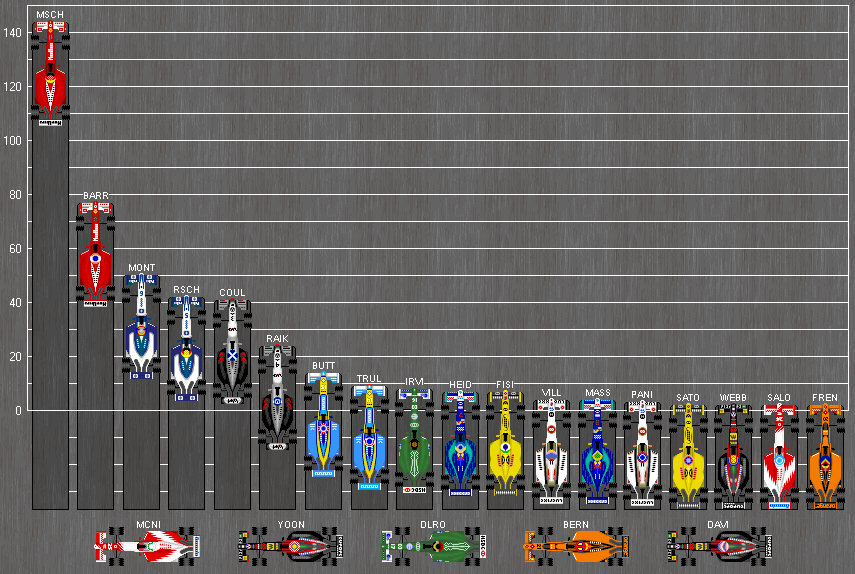
Classement du championnat du monde 2002

| Classement | Pilote                | Points | AUS | MAL | BRA | SMA | ESP | AUT | MON | CAN | EUR | GBR | FRA | ALL | HUN | BEL | ITA | USA | JAP |
| ---------- | --------------------- | ------ | --- | --- | --- | --- | --- | --- | --- | --- | --- | --- | --- | --- | --- | --- | --- | --- | --- |
| Champion   | Michael Schumacher    | 144    | 10  | 4   | 10  | 10  | 10  | 10  | 6   | 10  | 6   | 10  | 10  | 10  | 6   | 10  | 6   | 6   | 10  |
| 2e         | Rubens Barrichello    | 77     | -   | -   | -   | 6   | -   | 6   | -   | 4   | 10  | 6   | -   | 3   | 10  | 6   | 10  | 10  | 6   |
| 3e         | Juan Pablo Montoya    | 50     | 6   | 6   | 2   | 3   | 6   | 4   | -   | -   | -   | 4   | 3   | 6   | -   | 4   | -   | 3   | 3   |
| 4e         | Ralf Schumacher       | 42     | -   | 10  | 6   | 4   | -   | 3   | 4   | -   | 3   | -   | 2   | 4   | 4   | 2   | -   | -   | -   |
| 5e         | David Coulthard       | 41     | -   | -   | 4   | 1   | 4   | 1   | 10  | 6   | -   | -   | 4   | 2   | 2   | 3   | -   | 4   | -   |
| 6e         | Kimi Räikkönen        | 24     | 4   | -   | -   | -   | -   | -   | -   | 3   | 4   | -   | 6   | -   | 3   | -   | -   | -   | 4   |
| 7e         | Jenson Button         | 14     | -   | 3   | 3   | 2   | -   | -   | -   | -   | 2   | -   | 1   | -   | -   | -   | 2   | -   | 1   |
| 8e         | Jarno Trulli          | 9      | -   | -   | -   | -   | -   | -   | 3   | 1   | -   | -   | -   | -   | -   | -   | 3   | 2   | -   |
| 9e         | Eddie Irvine          | 8      | 3   | -   | -   | -   | -   | -   | -   | -   | -   | -   | -   | -   | -   | 1   | 4   | -   | -   |
| 10e        | Nick Heidfeld         | 7      | -   | 2   | -   | -   | 3   | -   | -   | -   | -   | 1   | -   | 1   | -   | -   | -   | -   | -   |
| 11e        | Giancarlo Fisichella  | 7      | -   | -   | -   | -   | -   | 2   | 2   | 2   | -   | -   | -   | -   | 1   | -   | -   | -   | -   |
| 12e        | Jacques Villeneuve    | 4      | -   | -   | -   | -   | -   | -   | -   | -   | -   | 3   | -   | -   | -   | -   | -   | 1   | -   |
| 13e        | Felipe Massa          | 4      | -   | 1   | -   | -   | 2   | -   | -   | -   | 1   | -   | -   | -   | -   | -   | -   |     | -   |
| 14e        | Olivier Panis         | 3      | -   | -   | -   | -   | -   | -   | -   | -   | -   | 2   | -   | -   | -   | -   | 1   | -   | -   |
| 15e        | Takuma Satō           | 2      | -   | -   | -   | -   | -   | -   | -   | -   | -   | -   | -   | -   | -   | -   | -   | -   | 2   |
| 16e        | Mark Webber           | 2      | 2   | -   | -   | -   | -   | -   | -   | -   | -   | -   | -   | -   | -   | -   | -   | -   | -   |
| 17e        | Mika Salo             | 2      | 1   | -   | 1   | -   | -   | -   | -   | -   | -   | -   | -   | -   | -   | -   | -   | -   | -   |
| 18e        | Heinz-Harald Frentzen | 2      | -   | -   | -   | -   | 1   | -   | 1   | -   | -   | -   | -   | -   |     |     |     | -   |     |
| 19e        | Allan McNish          | 0      | -   | -   | -   | -   | -   | -   | -   | -   | -   | -   | -   | -   | -   | -   | -   | -   | -   |
| 20e        | Alex Yoong            | 0      | -   | -   | -   | -   | -   | -   | -   | -   | -   | -   | -   | -   |     |     | -   | -   | -   |
| 21e        | Pedro de la Rosa      | 0      | -   | -   | -   | -   | -   | -   | -   | -   | -   | -   | -   | -   | -   | -   | -   | -   | -   |
| 22e        | Enrique Bernoldi      | 0      | -   | -   | -   | -   | -   | -   | -   | -   | -   | -   | -   | -   |     |     |     |     |     |
| 23e        | Anthony Davidson      | 0      |     |     |     |     |     |     |     |     |     |     |     |     | -   | -   |     |     |     |

## Classement des constructeurs 2002
La Scuderia Ferrari est, cette année-là, auteur d'un fait historique dans le monde de la Formule 1 : avec 221 points, elle marque autant de points que toutes les autres écuries réunies.
| Classement | Écurie           | Points | AUS | MAL | BRA | SMA | ESP | AUT | MON | CAN | EUR | GBR | FRA | ALL | HUN | HUN | ITA | USA | JAP |
| ---------- | ---------------- | ------ | --- | --- | --- | --- | --- | --- | --- | --- | --- | --- | --- | --- | --- | --- | --- | --- | --- |
| Champion   | Ferrari          | 221    | 10  | 4   | 10  | 16  | 10  | 16  | 6   | 14  | 16  | 16  | 10  | 13  | 16  | 16  | 16  | 16  | 16  |
| 2e         | Williams-BMW     | 92     | 6   | 16  | 8   | 7   | 6   | 7   | 4   | -   | 3   | 4   | 5   | 10  | 4   | 6   | -   | 3   | 3   |
| 3e         | McLaren-Mercedes | 65     | 4   | -   | 4   | 1   | 4   | 1   | 10  | 9   | 4   | -   | 10  | 2   | 5   | 3   | -   | 4   | 4   |
| 4e         | Renault          | 23     | -   | 3   | 3   | 2   | -   | -   | 3   | 1   | 2   | -   | 1   | -   | -   | -   | 5   | 2   | 1   |
| 5e         | Sauber-Petronas  | 11     | -   | 3   | -   | -   | 5   | -   | -   | -   | 1   | 1   | -   | 1   | -   | -   | -   | -   | -   |
| 6e         | Jordan-Honda     | 9      | -   | -   | -   | -   | -   | 2   | 2   | 2   | -   | -   | -   | -   | 1   | -   | -   | -   | 2   |
| 7e         | Jaguar-Cosworth  | 8      | 3   | -   | -   | -   | -   | -   | -   | -   | -   | -   | -   | -   | -   | 1   | 4   | -   | -   |
| 8e         | BAR-Honda        | 7      | -   | -   | -   | -   | -   | -   | -   | -   | -   | 5   | -   | -   | -   | -   | 1   | 1   | -   |
| 9e         | Minardi-Asiatech | 2      | 2   | -   | -   | -   | -   | -   | -   | -   | -   | -   | -   | -   | -   | -   | -   | -   | -   |
| 10e        | Toyota           | 2      | 1   | -   | 1   | -   | -   | -   | -   | -   | -   | -   | -   | -   | -   | -   | -   | -   | -   |
| 11e        | Arrows-Cosworth  | 2      | -   | -   | -   | -   | 1   | -   | 1   | -   | -   | -   | -   | -   |     |     |     |     |     |